# Scaptius submarginalis
Scaptius submarginalis là một loài bướm đêm thuộc phân họ Arctiinae, họ Erebidae.